# 충주 이수일 신도비
충주 이수일 신도비(忠州 李守一 神道碑)는 충청북도 충주시 금가면 오석리에 있는, 조선 중기의 무신 이수일(1554∼1632) 장군의 업적을 기리는 신도비이다. 2001년 3월 30일 충청북도의 유형문화재 제205호로 지정되었다.

## 개요
조선 중기의 무신 이수일(1554∼1632) 장군의 업적을 기리는 신도비로, 신도비는 왕이나 고관 등의 평생업적을 기리기 위해 무덤 근처 길가에 세운 비(碑)를 말한다.
이수일(1554∼1632)의 호는 은암(隱庵)이며, 선조 16년(1583)에 무과에 급제한 후 임진왜란 때 의병을 일으켜 큰 공을 세웠다. 그 후 밀양부사와 경상좌도 수군절도사를 맡았으며 정유재란 때에는 왜적 격퇴에 공을 세워 가선대부에 올랐다. 인조 2년(1624) 이괄의 난이 일어났을 때에는 반란군을 크게 무찔러 이겨 서울을 수복한 공으로 진무공신 2등에 계림부원군에 봉해진 뒤 형조판서에 이르렀다.
이 비는 받침과 머릿돌은 화강암으로 만들고 몸체는 대리석으로 만들었다. 받침은 웅장하고 추상적인 형태로 거북 모양을 조각하였으며, 그 위에 4,100여 자의 글자를 새긴 비를 만들어 올렸다. 머릿돌의 앞뒷면에는 각각 2마리의 용을 섬세하게 조각하여 새겼다. 비의 크기는 전체 높이가 420cm, 비신높이 243cm, 비의 폭 97cm, 비의 두께 27cm이다.
조선 현종 8년(1667)에 세운 이 비는 이경여가 글을 짓고 김좌명이 글씨를 썼으며, 김수항이 비문을 새겼다. 웅장하고 섬세한 조각으로 표현되어 있으며 거북 받침돌의 형태가 미술사적 자료와 학술자료로서 가치가 있다. 비의 주변에는 이수일의 묘(충청북도 시도기념물 제21호)와 사당인 충훈사(忠勳祠)가 있다.

## 같이 보기
- 이수일
- 충주 이수일 묘소 - 충청북도 기념물 제21호
- 충훈사

## 참고 자료
- 충주 이수일 신도비 - 국가유산청 국가유산포털